# Verdrag van Simulambuco
Het Verdrag van Simulambuco werd in 1885 ondertekend door vertegenwoordigers van de Portugese regering en functionarissen van het Koninkrijk Ngoyo. Het verdrag werd opgesteld en ondertekend als reactie op de Conferentie van Berlijn, waarin de Europese koloniale mogendheden afspraken maakten over de verdeling van Afrika.
De al lang aanwezige Portugezen, die niet buitengesloten wilden worden van de Wedloop om Afrika, begonnen gebieden te koloniseren dieper landinwaarts dan de handelsnederzettingen die ze sinds de vroege 16e eeuw aan de Afrikaanse kust controleerden. In tegenstelling tot de gewelddadige conflicten tussen de Portugezen en enkele inheemse volkeren in Mozambique, verliep de kolonisatie van Cabinda vreedzaam.
Portugal claimde voor het eerst soevereiniteit over Cabinda via het Verdrag van Simulambuco in februari 1885, waarmee Cabinda de status kreeg van een protectoraat van de Portugese Kroon.
Op verzoek van "de prinsen en gouverneurs van Cabinda". Artikel 1 van het verdrag stelt: "de prinsen en stamhoofden en hun opvolgers verklaren vrijwillig hun erkenning van de Portugese soevereiniteit en plaatsen alle door hen bestuurde gebieden onder het protectoraat van deze natie." Artikel 2, dat vaak wordt aangehaald in separatistische argumenten, gaat nog verder: "Portugal is verplicht de integriteit te handhaven van de gebieden die onder zijn bescherming zijn geplaatst."
Het verdrag werd ondertekend door afgevaardigden van de Portugese Kroon en de prinsen en notabelen van Cabinda, wat leidde tot de oprichting van drie territoria binnen het Portugese protectoraat Cabinda: Cacongo, Loango en Ngoyo.
Cabinda werd afzonderlijk opgenomen in het Portugese rijk, los van het grotere Angola, hoewel de twee gebieden destijds slechts werden gescheiden door de Kongorivier en een smalle strook land van de Democratische Republiek Congo. In 2005 vierden de inwoners van Cabinda de 120ste verjaardag van het verdrag, wat tot ergernis leidde bij Angolese functionarissen, die het verdrag zien als strijdig met hun claim dat het gebied een exclave van Angola is. Dit geschil over het verdrag heeft bijgedragen aan een voortdurende separatistische strijd.